# 道別的早晨就用約定之花點綴吧
《道別的早晨就用約定之花點綴吧》（日语：さよならの朝に約束の花をかざろう）是一部於2018年上映的日本動畫電影，由岡田里擔任導演及編劇，同時也是她的第一部執導作品，動畫製作公司為P.A.Works。本片採用奇幻作品的設定，故事中長壽種族「伊歐夫」的一名少女瑪琪亞，在與同伴離散後遇見一名孤苦無依的普通男嬰。瑪琪亞收留了他並取名為艾瑞爾，兩人相依為命，直到道別的時候到來。
本片共費時約五年企劃和製作，相關情報於2017年7月起釋出。本片於2018年2月24日在日本院線上映，獲得外界普遍好評，核心劇情、背景美術、動畫和主題配樂皆是影評人眼中的優點。本片在日本以外地區獲得數個獎項肯定，其中包含上海国际电影节金爵獎單元的最佳動畫片。家用媒體於2018年10月26日發行，另有改編漫畫和相關製作資料書問世。

## 劇情大綱
本片設定在一個還保有古老傳說的世界。伊歐夫人民住在遠離塵囂的土地，一邊將每天的事情編織成名為「希比歐」（ヒビオル）的布，一邊靜靜生活。他們在15歲左右外表就停止成長，擁有數百年壽命的他們，被稱為「離別的一族」，並被視為活著的傳說。
沒有雙親的伊歐夫少女瑪琪亞，過著被夥伴包圍的平穩日子，卻總感覺孤身一人。某日，大國梅薩蒂的軍隊乘坐著名為「雷納特」的古代獸發動進攻，瑪琪亞的同伴蕾莉亞被梅薩蒂帶走，而瑪琪亞暗戀的少年克里姆也失蹤了。瑪琪亞抓著失控的雷納特到達外面的世界，因為與同伴分開而難過的同時，在一座帳棚裡遇到剛失去雙親的嬰兒。瑪琪亞將他帶走，並視之為自己的「希比歐」。
瑪琪亞來到鄉下的一個村子，並被農場女主人米多收留。瑪琪亞將嬰兒取名為艾瑞爾，在米多、其子蘭格與德雷爾的陪伴下，艾瑞爾度過了安穩的童年，且母子倆感情深刻。然而米多家的狗死去時，瑪琪亞深切感受到身邊的眾人都會比自己早死，因而哭泣不止。最後她在心中立下約定，身為母親是不可以掉眼淚的。
與艾瑞爾相遇的第六年，瑪琪亞得知蕾莉亞被迫成為梅薩蒂王子的王妃，以使王室血脈可以長壽。瑪琪亞決定帶著艾瑞爾一起遠行至梅薩蒂，途中遇到打算劫走蕾莉亞的克里姆。然而蕾莉亞因為已經懷有身孕而放棄逃跑，悲傷的克里姆自行離去，瑪琪亞不願再給米多添麻煩，於是與艾瑞爾留在梅薩蒂。兩人剛開始的生活非常艱苦，讓瑪琪亞懷疑自己不配當母親。但年幼的艾瑞爾用織出的布，與瑪琪亞約好他將來一定會守護她。
又過了九年，隨著長期倚仗的雷納特漸漸凋零，梅薩蒂開始發展工業，艾瑞爾也長大成為叛逆期的少年。瑪琪亞為了保密身分而得經常搬家，目前棲身於名叫多雷魯的城市。艾瑞爾想要保護母親但深感自身無力，最後請蘭格推薦他成為騎士，之後便離開了瑪琪亞獨立生活。瑪琪亞雖然希望艾瑞爾不要改變，但還是含著淚為他送行。另一方面，蕾莉亞的女兒並沒有遺傳到伊歐夫人的特徵，蕾莉亞因此被冷落並軟禁，無法見女兒，活得非常痛苦。
梅薩蒂的鄰國準備出兵討伐梅薩蒂，克里姆將瑪琪亞抓走並帶到鄰國，再次策畫營救蕾莉亞的行動，希望讓三人恢復從前的時光。六年後，鄰國對梅薩蒂發起進攻，艾瑞爾是守城的士兵之一，然而家中的妻子蒂塔卻在他離開後臨盆。瑪琪亞抵達梅薩蒂後正好遇到蒂塔，便幫助她分娩。最終梅薩蒂的城門被攻破，艾瑞爾等傷兵被俘虜並安置。瑪琪亞去找艾瑞爾，將蒂塔的事告訴他後便離去，艾瑞爾企圖留住母親，但最後還是只能道別。另一方面，執著的克里姆到王宮欲帶走蕾莉亞，但蕾莉亞想要見女兒，克里姆最終被士兵射殺。蕾莉亞到了頂樓，女兒卻認不出她來。瑪琪亞騎著僅存的一條雷納特，接走了蕾莉亞，兩人一起回到遙遠的土地生活。
又過了數十年，瑪琪亞來到當初的村子，見來日無多的艾瑞爾。瑪琪亞稱讚艾瑞爾努力地過完一生，並與他道別。瑪琪亞離開村子的路上，艾瑞爾一路陪伴的回憶湧上心頭，讓她再也遵守不了約定，放聲哭泣。之後，她又繼續前進，迎接下一個道別與邂逅。

## 登場角色
| 角色名稱 | 角色名稱 | 性別 | 日語配音員                | 角色簡介 |
| 中文     | 日文     | 性別 | 日語配音員                | 角色簡介 |
| -------- | -------- | ---- | ------------------------- | --- |
| 瑪琪亞   |          | 女   | 石見舞菜香                | 故事女主角，伊歐夫的15歲少女，個性溫順膽小，自幼沒有家人，害怕孤獨，在長老拉欣的照顧下生活。失去家園後出於憐惜收養了棄嬰艾瑞爾，逐漸以母親的身分成長。                                           |
| 艾瑞爾   |          | 男   | 入野自由 櫻井優輝（幼年） | 故事男主角，於瑪琪亞的撫養下長大，幼時活潑愛玩，承諾長大要保護母親，長大後卻因陷入身分混淆而與瑪琪亞分離。                                                                                       |
| 蕾莉亞   |          | 女   | 茅野愛衣                  | 瑪琪亞在伊歐夫的好友，與瑪琪亞個性與境遇截然相反，性格開朗陽光，卻因為被梅薩蒂擄去強作王妃，而過著隱忍的人生。                                                                                   |
| 克里姆   |          | 男   | 梶裕貴                    | 蕾莉亞的情人，原先是成熟穩重的少年，在蕾莉亞被奪走後變得性格陰暗，拒絕接受人生的變化。 |
| 拉欣     |          | 女   | 澤城美雪                  | 伊歐夫的長老，外貌年輕，實際年齡超過400歲，養育無父無母的瑪琪亞。曾教導瑪琪亞：「如果在人類世界愛上某個人，你將會深刻體會真正的孤獨。」                                                          |
| 蘭格     |          | 男   | 細谷佳正                  | 與瑪琪亞一同在農場生活的青梅竹馬，對瑪琪亞有特殊的情感，渴望能保護她與艾瑞爾。成年後進入軍隊變成梅薩蒂的士兵，也引薦艾瑞爾進入軍隊學習。雖然被瑪琪亞拒絕接受其表白，但是仍一直替她照顧艾瑞爾。   |
| 米多     |          | 女   | 佐藤利奈                  | 蘭格的母親，個性善良直爽的農場女主人，丈夫多年前被雷納特殺死，獨自拉拔蘭格與德雷爾長大。收留失去家園的瑪琪亞與艾瑞爾，並替她尋找工作及教曉她包括照顧孩子在內的各種知識。被瑪琪亞視為母親的典範。 |
| 德雷爾   |          | 男   | 宍戶准之助                | 蘭格的弟弟，小時候常與蘭格互相打鬧，長大後離開家鄉的農場尋找工作。 |
| 蒂塔     |          | 女   | 日笠陽子                  | 艾瑞爾幼時的玩伴，成年後前往梅薩蒂尋找工作時，與艾瑞爾重逢並共組家庭。 |
| 梅德梅爾 |          | 女   | 久野美                    | 蕾莉亞的女兒，原本是作為梅薩蒂與伊歐夫混血政策下生出的公主，但卻沒有遺傳伊歐夫的特徵，因而被自己的父親及祖父所討厭，也被禁止與蕾莉亞見面，終日只有乳母陪伴。                                     |
| 伊索爾   |          | 男   | 杉田智和                  | 梅薩蒂王國的師團長，性格沉默冷酷，在王室的命令下率兵入侵伊歐夫，並擄走蕾莉亞。同時也是蕾莉亞的侍衛，對她一直抱持著罪惡感。                                                                       |
| 巴洛     |          | 男   | 平田廣明                  | 居無定所的浪人，與拉欣是同父異母的姊弟，因為只有一半的血統是伊歐夫，所以外表年齡比一般伊歐夫人年老得多，但仍然長壽。負責買賣「希比歐」的工作。                                                   |

## 製作團隊
- 導演、劇本：岡田里
- 副導演：篠原俊哉
- 人物原案：吉田明彥
- 人物設定、總作畫監督：石井百合子
- 主要動畫師：井上俊之
- 核心總監：平松禎史
- 美術監督：東地和生
- 美術設定、概念設計：岡田有章
- 音樂：川井憲次
- 音響監督：若林和弘
- 分鏡：篠原俊哉、平松禎史、安藤真裕、小林寬、鹽谷直義（日语：塩谷直義）、橘正紀、岡田麿里
- 演出：篠原俊哉、平松禎史、長井龍雪、許琮、橋本昌和
- 配角設定：井上俊之、平松禎史
- 作畫監督：石井百合子、平松禎史、伊藤憲子、川面恒介
- 作畫監督補佐：田中將賀、三浦菜奈、芝美奈子、井上俊之
- 攝影監督：並木智
- 剪輯：高橋步
- 音樂製作人：吉江輝成
- 企劃：濱田健二、村田嘉邦、渡邊耕一、櫻井優香、川憲司
- 製作人：遠藤直子、京谷知美（日语：京谷知美）、竹中信廣、菊池宣廣
- 動畫製作人：堀川憲司
- 助成：文化廳文化藝術振興費補助金
- 發行：Showgate（日语：博報堂DYミュージック&ピクチャーズ）
- 動畫製作：P.A.Works
- 製作：PROJECT MAQUIA（萬代影視、博報堂DY Music & Pictures（日语：博報堂DYミュージック&ピクチャーズ）、Lantis、P.A.Works、Cygames）

## 製作過程

### 開端
《道別的早晨就用約定之花點綴吧》由岡田里擔任編劇和導演，同時也是她的首部導演作品，P.A.Works負責製作動畫。本片從開始構想企劃到正式上映為止共經過五年，從開始製作算起則過了三年。電影的開端可追溯至2012年左右，當時岡田擔任編劇的P.A.Works作品有相關活動，P.A.Works社長堀川憲司在後台對她說「我想看岡田小姐使出100%來製作的作品」。岡田為了實現這番話而開始籌劃本片，並決定在編劇的同時也嘗試第一次擔任監督，藉由監督這個職位來參與製作的各個部分。2014年2月17日，岡田請求堀川讓她也擔任監督，堀川提出必須製作成院線電影的條件後便答應。對於岡田的監督身分，堀川也要求她「所有的部分都要參與其中」、「即使是鏡頭（カット）作畫會議也不能交給別人做」。
本片的主要班底是岡田在電視動畫《来自风平浪静的明天》的合作夥伴，包含副監督篠原、人物設定兼總作畫監督的石井百合子、美術監督東地和生。岡田欣賞他們的才能，因此邀請他們來製作本片。篠原在本片的工作是輔助岡田，岡田認為如果沒有他的支持，電影可能就沒著落了。人物原案由吉田明彥擔任，岡田本人是吉田的粉絲，並因為本片是劇場動畫，岡田希望本片的角色能具備大眾化的魅力，也覺得吉田的設計和石井的溫柔與纖細質感會搭配得很好。核心總監平松禎史和主要動畫師井上俊之是由堀川引薦。

### 構思
岡田自稱想要描寫「有著堅定關係的故事」，但如果把這種故事做成現代日本的故事，會有點讓人望而生厭，所以她打算在非現實的奇幻世界中，描繪和現實相通的心情。她也希望在此次面對20年編劇生涯內還未挑戰過的東西。因為兼任監督的關係，岡田覺得這次的經驗和她先前只擔任編劇時有很大差別，以往她必須在劇本中花很多文字來將想法傳達給導演，此次她身兼編劇和導演，在寫劇本的時候只需要簡單表達即可。劇本製作期間，岡田寫的台本在眾人剛開始切磋意見時就備受肯定，但這反而讓她感到不安，又將劇本修改了很多次。另外，岡田一般在寫劇本時會在家工作，此次則也需要到工作室來。
岡田將伊歐夫人設定成能活數百年的長壽種族，是因為想講述人心隨著時間逐漸改變的故事。岡田在《来自风平浪静的明天》和《我們仍未知道那天所看見的花的名字。》中也有類似描寫，不過此次她想要再更進一步。伊歐夫人的概念是有愛乾淨的美麗人們，岡田想要描繪住在美麗地方的美麗人們，到達外面的世界後被弄得渾身髒，並從中得到多種感情的故事。岡田一開始把伊歐夫村落設定成像無菌室一般的地方，沒有飛鳥和魚之類的其他生物，但這麼一來畫面顯得寂寞，東地和擔任美術設定和概念設計的岡田有章於是提議在村裡四處加入花朵。不過岡田想不到花朵與伊歐夫人的關聯性，後來在思考伊歐夫人的特產時想到了織物，並構思出伊歐夫人藉著長壽的特性、將歷史如文字一般交織成布的設定。眾人經過一番討論，最後決定以名為「希比歐」的織物來頂替花朵。
關於親子主題，岡田表示，瑪琪亞不像同伴那樣有父母，為此感到孤獨的她想必會探尋所謂堅定的關係，而親子關係正是解答。親子關係中的「角色」也是吸引岡田的部分，岡田表示，將自己置入母親的角色可以感到安心，但也可能把自己逼到絕境，更何況是沒有血緣的親子關係，想必還有許多掙扎的部分。

### 動畫製作
本片開始製作的時間點不明，約是在2015年或2016年。對於本片的分鏡，岡田將部分工作託付給其他幾位人員，她自己則負責分娩場景等橋段。岡田是第一次參與分鏡，並得到來自篠原的指點。因為劇場作品的鏡頭為數不少，且本片的製作時程較長，製作團隊將分鏡裝訂成冊，共有前後兩冊。在決定正式片名之前，本片的暫定片名為《MAQUIA》，即主角瑪琪亞的名字。據堀川所述，他們在2015年春天第一次討論片名，但要找出大家都覺得適合的標題實在有難度。最終片名在2017年春天突然定了下來，並受到製作團隊的歡迎。該片名的略稱由岡田決定。
2017年7月時，東地正在處理美術背景樣板，貼滿牆面的樣板共有超過150個。8月初，本片的攝影工作正在進行，由T2 Studio負責，他們自從《真實之淚 true tears》以來就一直與P.A.Works合作。9月15日完成第一次剪輯。12月19日完成最後一個鏡頭，總共有1305個鏡頭。2018年1月12日P.A.Works宣布本片製作完成。本片獲得2017年度的文化廳文化藝術振興費補助金，共有2100萬日圓。

### 配音
配音錄製於2017年9月30日至10月1日進行，在兩天內完成。眾聲優在一年前先參加了對台詞的環節，以求更好地揣摩角色。岡田表示，由於作畫的次序並沒有遵循故事的順序，在某些情況下製作人員會覺得難以加入感情，不過對台詞過程的音檔幫了大忙，使他們得以更纖細地創作感情。
瑪琪亞的聲優由石見舞菜香擔任，岡田在試音環節就覺得她很適合。岡田認為瑪琪亞的外觀雖是少女，但經過漫長壽命的經驗累積，所以她的聲音除了純潔之外還具備類似芯的堅強之物。岡田覺得石見表現特好的部分是瑪琪亞對小時候的艾瑞爾生氣的那一幕。石見在錄音時有好幾次不得不忍住淚水。對於艾瑞爾，岡田把他設定成彷彿現實人物的普通男孩，在思考誰能詮釋平凡少年的纖細感時，首先想到了入野自由。入野曾為《我們仍未知道那天所看見的花的名字。》主角配音，岡田原本擔心形象不合，不過在讓入野為本片試音後就放心了。艾瑞爾還是嬰兒的橋段中，劇組使用了真正的嬰兒聲音。

## 音樂
本片的配樂由川井憲次操刀，主題曲Viator由rionos演唱、作曲及編曲，riya負責作詞。電影原聲帶於2018年2月24日由Lantis發布。
| 電影「道別的早晨就用約定之花點綴吧」電影原聲帶 | 電影「道別的早晨就用約定之花點綴吧」電影原聲帶 | 電影「道別的早晨就用約定之花點綴吧」電影原聲帶 |
| 曲序                                           | 曲目                                           | 时长                                           |
| ---------------------------------------------- | ---------------------------------------------- | ---------------------------------------------- |
| 1.                                             |                                                | 2:03                                           |
| 2.                                             |                                                | 2:32                                           |
| 3.                                             |                                                | 1:34                                           |
| 4.                                             |                                                | 4:33                                           |
| 5.                                             |                                                | 5:04                                           |
| 6.                                             |                                                | 1:34                                           |
| 7.                                             |                                                | 1:46                                           |
| 8.                                             |                                                | 2:15                                           |
| 9.                                             |                                                | 1:35                                           |
| 10.                                            |                                                | 2:57                                           |
| 11.                                            |                                                | 2:32                                           |
| 12.                                            |                                                | 2:27                                           |
| 13.                                            |                                                | 1:25                                           |
| 14.                                            |                                                | 1:46                                           |
| 15.                                            |                                                | 1:29                                           |
| 16.                                            |                                                | 3:38                                           |
| 17.                                            |                                                | 5:26                                           |
| 18.                                            |                                                | 3:29                                           |
| 19.                                            |                                                | 2:19                                           |
| 20.                                            |                                                | 3:13                                           |
| 21.                                            |                                                | 4:46                                           |
| 总时长：                                       | 总时长：                                       | 1:00:43                                        |

## 上映
《道別的早晨就用約定之花點綴吧》於2018年2月24日在日本院線上映，由Showgate擔任發行商。映畫倫理機構將該片分為「G級」，意指所有年齡段都可以觀賞。2018年7月7日，本片在Anime Expo放映，是為美國首映，岡田麿里和堀川憲司出席現場。

### 宣傳
2017年7月6日，本片的消息首度對外公開，定於2018年2月24日在日本院線上映。官網和官方Twitter帳號於當天開設，並釋出前導海報和特報影片。2017年12月14日，官方釋出許多資訊，包含海報、聲優陣容、主題曲資訊、故事簡介和預告片。2018年1月12日，本片宣布殺青的同一天，製作Blog開始運作，並舉辦開放給相關人士的內部試映會。1月22日起，官方在日本各地舉辦需事前報名的公開試映會，主要製作人員也前往現場和觀眾見面。
2018年1月23日釋出角色設定畫。2月13日舉行本片的完成披露會，石見舞菜香、岡田麿里和堀川憲司登上舞台。2月28日、3月16日和4月13日，官方釋出新的宣傳影片。本片曾與手機遊戲《闇影詩章》推出合作活動。

## 迴響

### 評價
本片獲得多數影評人的好評。影評匯總網站爛番茄收集的27份評論文章全數給予正面評價，「新鮮度」為100%，平均得分7.80（最高10分），該網站的共識評價寫道：「《道別的早晨就用約定之花點綴吧》將繽紛絢爛、充滿想像力的奇幻設定，聯繫於普世共通且深刻心酸的現實主題。」另一網站Metacritic上收集的8篇評論中則有6篇好評，無差評，2篇褒貶不一，綜合評分72（最高100），屬好評居多。
動畫新聞網的編者金·莫里西（Kim Morrissy）給予本片整體「A+」的最高分，稱本片是真正「賺人熱淚的電影」，片中關於親情的劇情帶給人強烈的情感衝擊。莫里西也對本片的背景美術、動畫和配樂表示讚賞，認為這些要素使電影更加出色。《綜藝》的影評人潔西卡·奇楊（Jessica Kiang）稱讚本片是「一部感動人心、深情、視覺上令人驚嘆的奇幻史詩」，對於觀影體驗、動畫品質和配樂都有良好評價。《洛杉磯時報》的查爾斯·所羅門（Charles Solomon）給予較為中庸的評價，寫道：「這部將近兩小時的電影感覺有點冗長，並且受苦於多方面結局，但岡田顯然是值得關注的人才。」
《爱尔兰时报》的塔拉·布雷迪（Tara Brady）給予本片4顆星（滿分5顆），稱讚本片「比其他類型片有著更多的角色發展」，且動畫製作用心、配樂得宜。《好萊塢報導》的黛博拉·楊（Deborah Young）讚賞本片能夠引發觀眾的情緒反應，但在稱讚主題旋律之餘，楊也認為其他伴奏有些平庸和黏膩。日本動畫導演新海誠觀看試映會後在Twitter上盛讚本片，表示：「（本片）動搖了我心裡那些平時遺忘的回憶，是非常出色的電影。本片是身為一個編劇時持續展現日本動畫新面貌的岡田麿里的監督作。（岡田）身為新人監督，卻能做出這樣的品質，令人不禁感到嫉妒和心焦。我們也該加油一點了。」當時的NMB48成員山本彩在Twitter上表示深受本片感動。獲邀參加試映會的女演員山本美月也在Blog上稱讚本片。

### 票房
在日本，本片於首映週末（2018年2月24日－25日）在全國76個大銀幕上映，票房共計4754萬日圓，觀影人次為3万1768人，排名該週末第五。之後上映影院數增加，根據2018年6月的統計，觀影人次達到24.5万人，總票房收入為3.5億日圓。
根據Box Office Mojo統計，本片的全球票房為453萬美元。

### 獎項
本片是繼《村之寫真集》（2005年）之後第二部在上海国际电影节得到最佳電影榮譽的日本電影。
| 日期                | 國別     | 獎名                                    | 獎項            | 獲獎或入圍者                     | 結果 | 来源          |
| ------------------- | -------- | --------------------------------------- | --------------- | -------------------------------- | ---- | ------------- |
| 2018年6月24日       | 中國     | 第21屆上海国际电影节（金爵獎單元）      | 最佳動畫片      | 《道別的早晨就用約定之花點綴吧》 | 獲獎 | [ 67 ]        |
| 2018年7月12日－22日 | 韓國     | 第22屆富川國際奇幻電影節                | BIFAN兒童評審獎 | 《道別的早晨就用約定之花點綴吧》 | 獲獎 | [ 68 ]        |
| 2018年10月4日－14日 | 西班牙   | 第51屆錫切斯電影節（奇幻探索單元）      | 最佳影片        | 《道別的早晨就用約定之花點綴吧》 | 獲獎 | [ 69 ]        |
| 2018年11月29日      | 澳大利亞 | 第12屆亞洲太平洋電影獎                  | 最佳動畫長片    | 《道別的早晨就用約定之花點綴吧》 | 提名 | [ 70 ] [ 71 ] |
| 2019年              | 美國     | 第5屆動畫趨勢獎（Anime Trending Award） | 年度動畫電影獎  | 《道別的早晨就用約定之花點綴吧》 | 獲獎 | [ 72 ]        |

## 家用媒體
2018年6月25日，官方宣布本片的DVD和藍光光碟將於10月26日發售。

## 相關媒體

### 漫畫
2018年3月30日，官方宣布本片的改編漫畫將於4月22日起每周更新，連載平台為Cygames旗下的網路漫畫平台Cycomi，由作畫。逢星期日更新。
| 卷數 | 講談社                | 講談社                 |
| 卷數 | 發售日期              | ISBN                   |
| ---- | --------------------- | ---------------------- |
| 1    | 2018年10月30日        | ISBN 978-4-06-513371-2 |
| 2    | 2019年3月29日         | ISBN 978-4-06-515532-5 |
| 3    | 2019年7月（無紙本版） | ISBN 978-4-06-516866-0 |

新裝版（電子書）
| 卷數 | 小學館        | 小學館 |
| 卷數 | 發售日期      | ISBN   |
| ---- | ------------- | ------ |
| 1    | 2020年8月28日 | 不適用 |
| 2    | 2020年8月28日 | 不適用 |
| 3    | 2020年8月28日 | 不適用 |

### 製作資料書
《道別的早晨就用約定之花點綴吧 公式設定資料集》
| 卷數 | 玄光社        | 玄光社                 |
| 卷數 | 發售日期      | ISBN                   |
| ---- | ------------- | ---------------------- |
| 全   | 2018年2月24日 | ISBN 978-4-7683-0939-1 |

《道別的早晨就用約定之花點綴吧 公式美術畫集》
| 卷數 | 玄光社       | 玄光社                 |
| 卷數 | 發售日期     | ISBN                   |
| ---- | ------------ | ---------------------- |
| 全   | 2018年3月3日 | ISBN 978-4-7683-0943-8 |

《道別的早晨就用約定之花點綴吧 井上俊之原畫集》
| 卷數 | P.A.Works | P.A.Works |
| 卷數 | 發售日期  | ISBN      |
| ---- | --------- | --------- |
| 上   |           |           |
| 中   |           |           |
| 下   |           |           |

## 備註
1. ↑  亦译作“岁月锦”、“希比奥尔”、“昔日织”。是一种包含伊歐夫人文字的布，在普通人的世界里，它作为一种有价值的纺织品被高价交易，瑪琪亞和米多在一起时，曾把它作为生计来源。瑪琪亞曾教导艾瑞爾如何编织。岁月锦不仅是精美绝伦的纺织品，更是伊歐夫人的日记和历史书，承载了他们漫长的一生。
2. ↑  編註：岡田在2017年表示相關事情發生在5年前，故推測為2012年。
3. ↑  編註：岡田在2018年表示開始製作的時間點是3年前[9][16]，東地則在2018年表示這兩年皆投入製作[17]，故作此推測。
4. ↑  涵蓋以下地區票房：中國大陸、日本、南韓、俄羅斯、澳大利亞、紐西蘭、美國。

## 外部連結
- 動畫電影《朝花夕誓--於離別之朝束起約定之花》官方網站（日語）
- 動畫電影《朝花夕誓--於離別之朝束起約定之花》官方網站（中文）
- 動畫電影《朝花夕誓--於離別之朝束起約定之花》的X（前Twitter） （日語）
- 互联网电影数据库（IMDb）上《道別的早晨就用約定之花點綴吧》的资料（英文）
- 爛番茄上《道別的早晨就用約定之花點綴吧》的資料（英文）
- Box Office Mojo上《道別的早晨就用約定之花點綴吧》的資料（英文）
- Metacritic上《道別的早晨就用約定之花點綴吧》的資料（英文）
- AllMovie上《道別的早晨就用約定之花點綴吧》的资料（英文）
- Yahoo奇摩電影上《道別的早晨就用約定之花點綴吧》的資料（繁體中文）
- 開眼電影網上《道別的早晨就用約定之花點綴吧》的資料（繁體中文）
- 时光网上《道別的早晨就用約定之花點綴吧》的資料（简体中文）
- 豆瓣电影上《道別的早晨就用約定之花點綴吧》的資料 （简体中文）
- 道別的早晨就用約定之花點綴吧在動畫新聞網的百科全书中的资料